# Viggo Kalhauge
Sophus Viggo Harald Kalhauge (Copenhague, 12 de agosto de 1840-Copenhague, 19 de febrero de 1905) fue un organista y compositor danés del romanticismo.
Se distinguió como profesor de canto y de piano, así como compositor, produciendo varias óperas que alcanzaron gran éxito, entre ellas las tituladas På krigsfod (1880) y Mantillen (1889), el poema coral para solo, coro y orquesta An den Frühling, piezas de piano, lieder, etc. Algunas se estrenaron en el Teatro Real de Copenhague.

## Biografía
Comenzó a componer ya como un niño, y uno de sus himnos, que todavía aparece en el libro de salmo, Urolige hjerte, lo escribió a los dieciséis años de edad. Tuvo como maestros a Peter Heise y Johann Christian Gebauer. En 1872 sucedió a su padre, John Christian Kalhauge, como organista en la iglesia alemana de Federico (actualmente la iglesia de Cristián) y ocupó este puesto hasta su muerte.